# NHL 1932/33
Die NHL-Saison 1932/33 war die 16. Spielzeit in der National Hockey League. Neun Teams spielten jeweils 48 Spiele. Den Stanley Cup gewannen die New York Rangers nach einem 3:1-Erfolg in der Finalserie gegen die Toronto Maple Leafs. Die Ottawa Senators kehrten zurück, aber auch in Detroit waren die Kassen leer. Die Falcons wurden an James E. Norris, einen Getreide-Millionär aus Chicago und ehemaligen Stanley-Cup-Sieger mit den Montreal AAA verkauft. Er wollte dem Team einen Namen geben, der zur Motor City passte und entschied sich für Detroit Red Wings. In den Play-offs gingen die Maple Leafs und Bruins über die Schmerzgrenzen. Erst nach 104:46 in der sechsten Overtime erlöste Torontos Ken Doraty um 1:50 Uhr die Spieler und Fans. Erstmals gab es in dieser Saison den Rookie-Award, den Detroits Carl Voss gewann.

## Reguläre Saison

### Abschlusstabellen
Abkürzungen: W = Siege, L = Niederlagen, T = Unentschieden, GF= Erzielte Tore, GA = Gegentore, Pts = Punkte
| Canadian Division   | W  | L  | T  | GF  | GA  | Pts |
| ------------------- | -- | -- | -- | --- | --- | --- |
| Toronto Maple Leafs | 24 | 18 | 6  | 119 | 111 | 54  |
| Montreal Maroons    | 22 | 20 | 6  | 135 | 119 | 50  |
| Montréal Canadiens  | 18 | 25 | 5  | 92  | 115 | 41  |
| New York Americans  | 15 | 22 | 11 | 91  | 118 | 41  |
| Ottawa Senators     | 11 | 27 | 10 | 88  | 131 | 32  |

| American Division  | W  | L  | T  | GF  | GA  | Pts |
| ------------------ | -- | -- | -- | --- | --- | --- |
| Boston Bruins      | 25 | 15 | 8  | 124 | 88  | 58  |
| Detroit Red Wings  | 25 | 15 | 8  | 111 | 93  | 58  |
| New York Rangers   | 23 | 17 | 8  | 135 | 107 | 54  |
| Chicago Blackhawks | 16 | 20 | 12 | 88  | 101 | 44  |

### Beste Scorer
Abkürzungen: GP = Spiele, G = Tore, A = Assists, Pts = Punkte
| Spieler         | Team         | GP | G  | A  | Pts |
| --------------- | ------------ | -- | -- | -- | --- |
| Bill Cook       | NY Rangers   | 48 | 28 | 22 | 50  |
| Busher Jackson  | Toronto      | 48 | 27 | 17 | 44  |
| Baldy Northcott | Mtl. Maroons | 48 | 22 | 21 | 43  |
| Hooley Smith    | Mtl. Maroons | 48 | 20 | 21 | 41  |
| Paul Haynes     | Mtl. Maroons | 48 | 16 | 25 | 41  |
| Aurèle Joliat   | Montreal     | 48 | 18 | 21 | 39  |
| Marty Barry     | Boston       | 48 | 24 | 13 | 37  |
| Bun Cook        | NY Rangers   | 48 | 22 | 15 | 37  |
| Nels Stewart    | Boston       | 47 | 18 | 18 | 36  |
| Howie Morenz    | Montreal     | 46 | 14 | 21 | 35  |

## Stanley-Cup-Playoffs
|  | Viertelfinale | Viertelfinale         | Viertelfinale    |                  |                   | Halbfinale | Halbfinale          | Halbfinale |  |  | Stanley-Cup-Finale | Stanley-Cup-Finale | Stanley-Cup-Finale |
|  |               |                       |                  |                  |                   |            |                     |            |  |  |                    |                    |                    |
|  |               |                       |                  |                  |                   |            |                     |            |  |  |                    |                    |                    |
|  |               |                       |                  |                  |                   |            |                     |            |  |  |                    |                    |                    |
|  | C1            | Toronto Maple Leafs   | 3                |                  |                   |            |                     |            |  |  |                    |                    |                    |
|  | C1            | Toronto Maple Leafs   | 3                |                  |                   |            |                     |            |  |  |                    |                    |                    |
|  |               |                       | A1               | Boston Bruins    | 2                 |            |                     |            |  |  |                    |                    |                    |
|  |               |                       |                  | Boston Bruins    | 2                 |            |                     |            |  |  |                    |                    |                    |
|  |               |                       |                  |                  |                   |            |                     |            |  |  |                    |                    |                    |
|  |               |                       |                  |                  |                   |            |                     |            |  |  |                    |                    |                    |
|  |               |                       |                  |                  |                   | C1         | Toronto Maple Leafs | 1          |  |  |                    |                    |                    |
|  |               | A3                    | New York Rangers | 3                |                   |            |                     |            |  |  |                    |                    |                    |
|  | C2            | Montreal Maroons      | 02               |                  |                   |            |                     |            |  |  |                    |                    |                    |
|  | A2            | Detroit Red Wings     | 25               |                  |                   |            |                     |            |  |  |                    |                    |                    |
|  | A2            | Detroit Red Wings     | 25               | A2               | Detroit Red Wings | 03         |                     |            |  |  |                    |                    |                    |
|  |               |                       |                  | A2               | Detroit Red Wings | 03         |                     |            |  |  |                    |                    |                    |
|  |               |                       | A3               | New York Rangers | 26                |            |                     |            |  |  |                    |                    |                    |
|  | C3            | Canadiens de Montréal | A3               | New York Rangers | 26                | 05         |                     |            |  |  |                    |                    |                    |
|  | C3            | Canadiens de Montréal |                  |                  |                   |            |                     |            |  |  |                    |                    |                    |
|  | A3            | New York Rangers      | 18               |                  |                   |            |                     |            |  |  |                    |                    |                    |

## NHL Awards und vergebene Trophäen
| Auszeichnung          | Spieler       | Team              |
| --------------------- | ------------- | ----------------- |
| Calder Trophy:        | Carl Voss     | Detroit Red Wings |
| Hart Memorial Trophy: | Eddie Shore   | Boston Bruins     |
| Lady Byng Trophy:     | Frank Boucher | New York Rangers  |
| Vezina Trophy:        | Tiny Thompson | Boston Bruins     |

### NHL All-Star Teams

#### NHL First All-Star Team

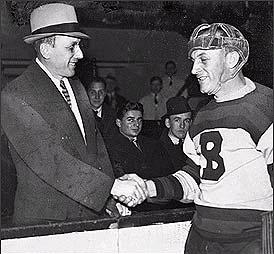
Boston’s Eddie Shore (rechts) wurde als MVP der Saison ins First All-Star Team berufen

Abkürzungen: GP = Spiele, G = Tore, A = Assists, Pts = Punkte, W = Siege, SO = Shutouts, GAA = Gegentorschnitt
| Spieler         | Position      | Team             | GP | G  | A  | Pts |
| --------------- | ------------- | ---------------- | -- | -- | -- | --- |
| Frank Boucher   | Center        | New York Rangers | 46 | 7  | 28 | 35  |
| Bill Cook       | Flügelstürmer | New York Rangers | 48 | 28 | 22 | 50  |
| Baldy Northcott | Flügelstürmer | Montreal Maroons | 48 | 22 | 21 | 43  |
| Ching Johnson   | Verteidiger   | New York Rangers | 48 | 8  | 9  | 17  |
| Eddie Shore     | Verteidiger   | Boston Bruins    | 48 | 8  | 27 | 35  |

| Spieler         | Position | Team              | GP | W  | SO | GAA  |
| --------------- | -------- | ----------------- | -- | -- | -- | ---- |
| John Ross Roach | Torhüter | Detroit Red Wings | 48 | 25 | 10 | 1,88 |

Abkürzungen: GP = Spiele, W = Siege, Pct = Punktequote
| Cheftrainer    | Team             | GP | W  | Pct   | Playoffs    |
| -------------- | ---------------- | -- | -- | ----- | ----------- |
| Lester Patrick | New York Rangers | 48 | 23 | 0.563 | Stanley Cup |

#### NHL Second All-Star Team

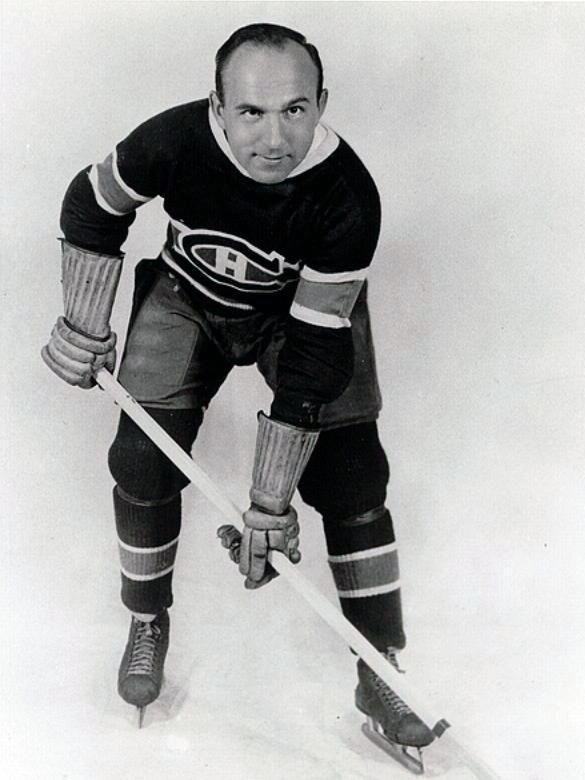
Zum letzten Mal in einem All-Star Team stand Howie Morenz

Abkürzungen: GP = Spiele, G = Tore, A = Assists, Pts = Punkte, W = Siege, SO = Shutouts, GAA = Gegentorschnitt
| Spieler          | Position      | Team                | GP | G  | A  | Pts |
| ---------------- | ------------- | ------------------- | -- | -- | -- | --- |
| Howie Morenz     | Center        | Montréal Canadiens  | 46 | 14 | 21 | 35  |
| Charlie Conacher | Flügelstürmer | Toronto Maple Leafs | 40 | 14 | 19 | 33  |
| Busher Jackson   | Flügelstürmer | Toronto Maple Leafs | 48 | 27 | 17 | 44  |
| King Clancy      | Verteidiger   | Toronto Maple Leafs | 48 | 13 | 12 | 25  |
| Lionel Conacher  | Verteidiger   | Montreal Maroons    | 47 | 7  | 21 | 28  |

| Spieler        | Position | Team                | GP | W  | SO | GAA  |
| -------------- | -------- | ------------------- | -- | -- | -- | ---- |
| Chuck Gardiner | Torhüter | Chicago Black Hawks | 48 | 16 | 5  | 2,01 |

Abkürzungen: GP = Spiele, W = Siege, Pct = Punktequote
| Cheftrainer | Team                | GP | W  | Pct   | Playoffs           |
| ----------- | ------------------- | -- | -- | ----- | ------------------ |
| Dick Irvin  | Toronto Maple Leafs | 48 | 24 | 0.563 | Stanley-Cup-Finale |